# Susana Ritchie
Susana Ritchie, född 2 december 1944, är en argentinsk friidrottare. Hon deltog vid olympiska sommarspelen 1964.